# Haltepunkt Velbert-Nierenhof
Der Haltepunkt Velbert-Nierenhof ist eine von vier Stationen der S-Bahn Rhein-Ruhr in der nordrhein-westfälischen Stadt Velbert. Der Haltepunkt befindet sich im Stadtteil Nierenhof.

## Geschichte
Das Bahnhofsgelände am Nierenhof war bereits 1831 Endpunkt der Deilthaler Kohlenbahn, die von der ersten deutschen Eisenbahngesellschaft (1828 gegründet unter anderem von Friedrich Harkort, später umbenannt in Prinz-Wilhelm-Eisenbahn-Gesellschaft) am Deilbach von Nierenhof bis Hinsbeck als Transportweg für die Kohlenzechen im Deilbachtal (u. a. der Zeche in Nierenhof) trassiert wurde. Die Kleinbahn mit Eisenschienen von 820 mm Spurweite sollte dampfgetrieben werden, was sie zu der ersten Dampfeisenbahnstrecke Deutschlands gemacht hätte. Die Konzession zum Dampfbetrieb wurde aber von der Bezirksregierung zunächst nicht erteilt, obwohl erfolgreiche Versuchsfahrten stattfanden. So wurde die Bahn nach der Eröffnung durch Prinz Wilhelm von Preußen am 20. September 1831 zunächst als Pferdebahn betrieben, der sporadische Personenverkehr setzte bald darauf ein. Mit der 1844 begonnenen und 1847 fertiggestellten Verlängerung nach Steele und Vohwinkel wurde die Bahn auf Normalspur umgebaut und dampfbetrieben. In diesem Jahr wurde die Endhaltestelle Nierenhof zu einem Durchgangsbahnhof mit Stellwerk umgebaut und neu eröffnet.
Der Bahnhof war der einzige Bahnhalt der bis 1926 selbstständigen Gemeinde Niederbonsfeld, der Nierenhof zu der Zeit angehörte. Durch den Ort fließt der Deilbach, er teilt historisch das Rheinland von Westfalen. Der Ortskern von Nierenhof lag in Westfalen, der Bahnhof jedoch auf der westlichen Bachseite in Vossnacken im Rheinland. Neben einem Anschlussgleis für Stückgut am Bahnhof gab es ein Industriegleis, das vom Bahnhof am Deilbach entlang, aber im Gegensatz zur Hauptstrecke westlich vom Fluss, zu einer ca. 900 Meter entfernten Ziegelei führte. Am Bahnhof führt bis Mitte des 20. Jahrhunderts die Straßenbahnlinie 17 der Bergischen Kleinbahnen AG vorbei, die von Wuppertal-Elberfeld nach Essen-Steele meist parallel zur Bahnstrecke trassiert war.
Das Bahnhofsgebäude, ein verschieferter zweigeschossiger Fachwerkbau mit Satteldach aus dem Jahr 1847, beherbergte neben einem Wartessal, einem Dienstraum und einer Bahnhofsgaststätte im Erdgeschoss, eine Dienstwohnung im Obergeschoss. Das Gebäude wurde im Jahr 1972 abgerissen. Das unmittelbar angrenzende Stellwerk und Schrankenwärterhäuschen wurde 1991 abgerissen. An Stelle dieser Gebäude befindet sich seitdem ein Parkplatz.

## Lage und Aufbau
Der Haltepunkt besteht heute nur noch aus zwei Bahnsteigen, die sich direkt an einem Bahnübergang befinden. Alle 30 Minuten verkehrt die S-Bahnlinie S 9 über Essen nach Haltern am See oder Recklinghausen bzw. Wuppertal. Hier befindet sich zudem eine Haltestelle, die von einer Buslinie des Ortsbusses Velbert bedient wird. Außerdem ist der Busbahnhof Velbert-Nierenhof, von dem zahlreiche regionale Verbindungen ins Umland verkehren, 300 Meter vom Bahnhaltepunkt entfernt.

## Bedienung
Der S-Bahn-Halt wird von der Linie S 9 der S-Bahn Rhein-Ruhr bedient. Sie benötigt zum Essener Hauptbahnhof fahrplanmäßig 17 Minuten, zum Wuppertaler Hauptbahnhof fahrplanmäßig 29 Minuten.
Die Züge nach Wuppertal Hbf fahren stündlich weiter bis Hagen Hbf; in der Gegenrichtung über Essen Hbf und Bottrop Hbf nach Gladbeck West mit den beiden Linienästen nach Recklinghausen Hbf und Haltern am See.
| Linie | Verlauf | Takt                                                                       |
| ----- | --- | -------------------------------------------------------------------------- |
| S 9   | Linienweg 1: Haltern am See – Marl-Hamm – Marl Mitte – GE-Hassel – GE-Buer Nord – Linienweg 2: Recklinghausen Hbf – Herten (Westf) – Hauptlinienweg: Gladbeck West – Bottrop-Boy – Bottrop Hbf – E-Dellwig Ost – E-Gerschede – E-Borbeck – E-Borbeck Süd – Essen West – Essen Hbf – E-Steele – E-Überruhr – E-Holthausen – E-Kupferdreh – Velbert-Nierenhof – Velbert-Langenberg – Velbert-Neviges – Velbert-Rosenhügel – Wülfrath-Aprath – W-Vohwinkel – W-Sonnborn – W-Zoologischer Garten – W-Steinbeck – Wuppertal Hbf – W-Unterbarmen – W-Barmen – W-Oberbarmen – W-Langerfeld – Schwelm West – Schwelm – Gevelsberg West – Gevelsberg-Kipp – Gevelsberg Hbf – Gevelsberg-Knapp – HA-Westerbauer – HA-Heubing – HA-Wehringhausen – Hagen Hbf Stand: Fahrplanwechsel Dezember 2023 | 60 min (je Linienast) 30 min (Gladbeck–Wuppertal) 60 min (Wuppertal–Hagen) |
| OV 8  | Nierenhof Busbahnhof – Velbert-Nierenhof Bf. – Gewerbegebiet Röbbeck – Velbert ZOB | 60 Min                                                                     |

An der benachbarten Haltestelle Nierenhof Busbahnhof verkehren folgende Linien:
| Linie | Verlauf | Takt    |
| ----- | --- | ------- |
| 331   | Hattingen Mitte – Niederbonsfeld – Velbert-Nierenhof Busbahnhof | 120 min |
| 637   | Velbert-Nierenhof Busbahnhof – Velbert-Langenberg Bf. – Wuppertal-Dönberg – Wuppertal-Barmen, Alter Markt – Wuppertal–Barmen Bf.                                                                  | 60 min  |
| 647   | Hattingen Mitte – Velbert-Nierenhof Busbahnhof. – Velbert-Langenberg Bf. – Velbert-Neviges Markt/Bf. – Velbert-Neviges, Rosenhügel Bf. – Wuppertal-Katernberg – Robert-Daum-Platz – Wuppertal Hbf | 20 min  |
| OV 8  | Velbert-Nierenhof Busbahnhof – Velbert-Nierenhof Bf. – Gewerbegebiet Röbbeck – Velbert ZOB | 60 Min  |